# Richard Lowenstein
Richard Lowenstein (Melbourne, 1 de março de 1959) é um cineasta australiano. Ele escreveu, produziu e dirigiu: longas-metragens, incluindo Strikebound (1984), Dogs in Space (1986) e He Died with a Felafel in His Hand (2001); videoclipes para bandas como INXS e U2; filmes para concertos, Australian Made: The Movie (1987) e U2: LoveTown (1989); e anúncios de TV.

## Biografia
Richard Lowenstein nasceu em 1 de março de 1959 em Melbourne. Sua mãe foi a autora, historiadora oral e ativista Wendy Lowenstein (1927–2006). Seu pai é Werner Lowenstein, também ativista, que fugiu da Alemanha nazista para o Reino Unido e foi transferido para a Austrália em 1940 como um dos meninos de Dunera. O casal se casou em julho de 1947; e teve três filhos, Peter, Martie e Richard. Lowenstein frequentou a Escola Comunitária Brinsley Road de 1973 a 1974; e se formou no Departamento de Tecnologia, Cinema e Televisão do Instituto Swinburne em 1979.
Seu curta, Evictions (1979), que ganhou o Prêmio Erwin Rado - de Melhor Curta Metragem - no Festival Internacional de Cinema de Melbourne no ano seguinte, descreveu Melbourne durante a Grande Depressão. Foi baseado no livro de sua mãe, Weevils in the Flour (1978). O filme detalhava a polícia expulsando sindicalistas desempregados. Em 1980, Lowenstein dirigiu um videoclipe, "Leap for Lunch", para o single de estreia da banda de punk art, The Ears - ele dividiu uma casa com o vocalista Sam Sejavka. Em 1982, dirigiu um para "Talking to a Stranger", um single da banda de rock Hunters & Collectors. Ele seguiu com "Lumps of Lead" para o mesmo grupo e "Fraction Too Much Friction" para Tim Finn como seu primeiro single solo em 1983. No Countdown Music and Video Awards de 1983, ele ganhou o Melhor Vídeo Promocional por "Fraction Too Much Friction".
Em 1984, ele dirigiu seu primeiro longa-metragem, Strikebound, uma dramatização de uma greve de mineiros de carvão dos anos 30, que ele escreveu com base no livro de sua mãe, Dead Men Don't Dig Coal (não publicado), e em sua própria pesquisa sobre sindicalismo na indústria. Em junho daquele ano, ele dirigiu seus primeiros videoclipes para o INXS com "Burn for You", seguido de "All the Voices" e "Dancing on the Jetty" (ambos em outubro). No Countdown Music and Video Awards de 1984, ele ganhou o Melhor Vídeo Promocional por "Burn for You". Ele estabeleceu um relacionamento de longo prazo com o INXS e produziu, editou ou dirigiu mais de seus videoclipes nos anos seguintes, incluindo The Swing & Other Stories: Collection of Contemporary Classics do INXS (1985), uma compilação de vídeo no formato VHS com entrevistas adicionais e documentário. No Countdown Music and Video Awards de 1985, ele compartilhou o prêmio de Melhor Vídeo por "What You Need" do INXS com Lyn-Marie Milbourn.
Em 1985, dirigiu White City: The Music Movie, um vídeo de 60 minutos, para o ex-guitarrista do The Who, Pete Townshend. Geoffrey Giuliano em seu livro, Behind Blues Eyes: The Life of Pete Townshend (2002), descreveu "[O] destaque do vídeo é a encenação à beira da piscina do  <i>Face the Face</i> elétrico, no qual o diretor Richard Lowenstein efetivamente captura o a empolgação de uma apresentação de uma banda grande e o alegre jitterbugging de Townshend...em um lamé dourado, o smoking estilo anos 40 Lowenstein revela mais histórias nesses cinco minutos que o vídeo inteiro". Foi lançado com o álbum conceitual de Townshend, White City: A Novel, e incluiu ele discutindo a música.
Em 1986, ele escreveu e dirigiu um longa-metragem, Dogs in Space, que destacou a cena da pequena banda de Melbourne no final dos anos 70 com o personagem principal Sam (interpretado pelo vocalista do INXS, Michael Hutchence), baseado nas experiências de Lowenstein com Sejavka, do The Ear. Na época, Sejavka era membro da banda new wave, Beargarden, e se opôs à "caricatura nociva" de Lowenstein e Hutchence de sua personalidade anterior. Em 2009, Peter Galvin, da SBS TV, descreveu o filme como um "clássico cult" e "para seus fãs nunca houve nada parecido com isso, antes ou depois". Lowenstein lembrou que "a cena punk era uma vergonha para a indústria musical australiana naquela época. De maneira semelhante, Dogs in Space foi uma vergonha total para a indústria cinematográfica australiana, porque preferia e sabia lidar com pratos inócuos revestidos de doces, como The Man from Snowy River".
Para o grupo irlandês U2, ele forneceu videoclipes - "Desire " e "Angel of Harlem" (ambos em 1988) e um filme para concertos, U2: LoveTown (1989). Em 1991, ele solicitou financiamento da Film Finance Corporation Australia para adaptar o romance de Robin Klein, Came Back to Show You I Could Fly, no filme infantil Say a Little Prayer, dirigido por ele em 1993. Em 1999, ele contribuiu com um capítulo "Telexes no Espaço: Um Conto de Dois Filmes", para a coleção Second Take: Australian Film-Talk Talk, editada por Geoff Burton e Raffaele Caputo, que fornece uma explicação sobre seu estilo de produção cinematográfica. Lowenstein co-produziu a série musical satírica John Safran's Music Jamboree (2002), bem como John Safran vs God (2004) para a SBS independente.
Ele é sócio da produtora de Melbourne, Ghost Pictures. Ele também é parceiro da produtora de filmes Fandango Australia Pty Ltd, juntamente com o produtor italiano - Domenico Procacci, produtor - Sue Murray, advogado - Bryce Menzies e diretor - Rolf de Heer. Ele filmou o show do U2 em 2006 no Telstra Dome de Melbourne. Em outubro de 2009, Lowenstein foi programador convidado no programa de videoclipe da Australian Broadcasting Corporation.

## Filmografia
- Evictions (1979)
- Strikebound (1984)
- White City: A Novel (1985)
- INXS: The Swing and Other Stories (compilação de videoclipe, 1985)
- Dogs in Space (1986) [8]
- Australian Made: The Movie (apresentação em concerto, 1987)
- INXS: Kick: The Video Flick (compilação de videoclipe, 1988)
- U2: LoveTown (performance de concerto, 1989)
- Say a Little Prayer (1993)
- Naked: Stories of Men – Ghost Story (telemovie, 1996)
- He Died with a Felafel in His Hand (2001) [23]
- U2: O Melhor de 1980-1990 (compilação de videoclipe, 2002)
- I'm Only Looking: The Best of INXS (compilação de videoclipe, 2004)
- Estamos Livin 'on Dog Food (documentário incluído no relançamento em DVD de Dogs in Space, 2009)
- Autoluminescente (documentário sobre a vida de Rowland S. Howard,[30] 2011)
- Produtor - In Bob We Trust (documentário sobre o padre Bob Maguire, dirigido por Lynn-Maree Milburn, 2013)
- Ecco Homo (documentário sobre a vida de Peter Vanessa "Troy" Davies, 2015)
- Mystify: Michael Hutchence (um documentário sobre a vida de Michael Hutchence, vocalista e letrista da banda de rock INXS, 2019)

## Vídeos de música
- The Ears – "Leap for Lunch" (1980) [7]
- Hunters & Collectors - "Talking to a Stranger" (1982), "Lumps of Lead" (1982) [8]
- The Church - "It's no Reason" (1983)
- Tim Finn - "Fraction Too Much Friction" (1983),  "Staring at the Embers" (1983), "Through the Years" (1983)
- Jo Jo Zep and the Falcons - "Taxi Mary" (1984)
- Jules Taylor - "Rock Daddy" (1984)
- Cold Chisel - "Saturday Night" (1984)
- INXS - "Burn for You" (1984), "All the Voices" (1984), "Dancing on the Jetty", (1984), "What You Need" (1985)  "Listen Like Thieves" (1986), " Need You Tonight " / "Mediate" (1987), " Never Tear Us Apart " (1988), "New Sensation" (1988), "Guns in the Sky" (1988), "Suicide Blonde" (1990), "By My Side" (1991), "Bitter Tears" (1991), "Heaven Sent" (1992), "Taste It" (1992), "The Gift" (1993), "Cut Your Roses Down" (1993)
- Models - "Barbados" (1985)
- Pete Townshend - "Face the Face" (1985), "Secondhand Love" (1985), "Give Blood" (1985)
- Big Pig - "Cidade da Fome" (1986) [31] "Boy Wonder" (1988)
- Crowded House - " Mean to Me " (1986), " Into Temptation " (1988)
- Michael Hutchence - "Rooms for the Memory" (1987)
- U2 - " Desire " (1988), " Angel of Harlem " (1988)
- Max Q - "Way of the World" (1989), "Sometimes" (1990)
- Jenny Morris - "Saved Me" (1989)

## Prêmios
- Prêmio Erwin Rado de 1980, Festival Internacional de Cinema de Melbourne, para curta-metragem, Evictions[4]
- 1983 Countdown Music and Video Awards, Melhor Vídeo Promocional - "Fraction Too Much Friction".[10][11][12]
- 1984 Countdown Music and Video Awards, Melhor Vídeo Promocional - "Burn for You".[16]
- 1985 Countdown Music and Video Awards, Melhor Vídeo - " What You Need ", compartilhado com Lynn-Maree Milburn[18][19]
- 1988 ganhou cinco MTV Video Music Awards em 1988 por seu trabalho nos vídeos musicais INXS - " Need You Tonight / Mediate ".[24]
- 1989, melhor vídeo para " Never Tear Us Apart " de INXS[32]
- 1994, melhor vídeo para " The Gift " de INXS[33]